# Laterallus levraudi
La polluela venezolana (Laterallus levraudi), también denominada cotarita de costados castaños y burrito castaño, es una especie de ave gruiforme de la familia Rallidae endémica de Venezuela.

## Descripción
La cotarita de costados castaños (enlace roto disponible en Internet Archive; véase el historial, la primera versión y la última). mide entre 16 y 17 cm de longitud 
Esta especie tiene una coloración dorsal pardo oliva oscura, y castaño rojiza en la cara, cuello, pecho y costados. Su vientre es blanco en su porción delantera, y rojizo hacia la cola, aunque la cola es más oscura y con el patrón pardo superior y rojizo inferior. Su pico es corto, de color verdoso mate, y sus patas son amarillentas.

## Distribución y hábitat
La cotarita de costados castaños (enlace roto disponible en Internet Archive; véase el historial, la primera versión y la última). también conocida como polluela venezolana, como su apodo lo indica es una especie endémica de Venezuela.
Se distribuye a lo largo de la vertiente Caribe venezolana en los estados Miranda, Vargas, Aragua, Carabobo, Falcón, Yaracuy y Lara, y un solo registro para Barinas. Existen reportes aislados en pantanos, lagunas, áreas inundadas y ocasionalmente en herbazales. Se ha considerado errado un reporte de esta especie en Paraíba, Brasil 

## Situación
Se conoce poco acerca de La cotarita de costados castaños (enlace roto disponible en Internet Archive; véase el historial, la primera versión y la última)., se ha sugerido que la población total no supera los 1000 individuos, pero dicha cifra podría ser subestimada, ya que las poblaciones parecieran estar creciendo debido a deforestaciones en los pantanos, lo que quizá ha permitido su expansión hacia los llanos. Sin embargo, aún se estima que sus poblaciones estén disminuyendo por la variedad e intensidad de amenazas que se ciernen sobre su hábitat. 
En el ámbito global se clasifica En Peligro (BirdLife International 2015).

## Amenaza
Al igual que otras especies, esta ave se ve afectada por la contaminación de desechos industriales y pesticidas, y el deterioro y secado de los humedales que frecuenta. La supuesta intolerancia a cambios de hábitat debe ser mejor documentada.
Esta ave se encuentra en la Categoría:Aves en peligro de extinción Archivado el 13 de julio de 2013 en Wayback Machine.

## Conservación
No cuenta con medidas de conservación específicas. 
Considerando su aparente gran movilidad, se recomienda evaluar las localidades donde ha sido reportada para confirmar su presencia y determinar su distribución actual, así como la calidad de su hábitat. Los resultados de investigaciones básicas futuras deberían ser utilizados para sentar las bases de medidas de conservación específicas 